# 奄美大島、徳之島、沖縄島北部及び西表島
奄美大島、徳之島、沖縄島北部及び西表島（あまみおおしま、とくのしま、おきなわじまほくぶおよびいりおもてじま）は、国際連合教育科学文化機関（UNESCO、ユネスコ）の世界遺産リスト記載物件であり、日本の自然遺産としては5番目に登録された。その名の通り、鹿児島県の奄美大島と徳之島、沖縄県の沖縄本島北部（国頭村、大宜味村、東村）と西表島の4島からなる。
暫定リストへの追加記載が決まった当初の名称は奄美・琉球だったが、ユネスコから名称の変更要請を受けて、現在の名称に変更し、世界遺産センターへの推薦書の提出が閣議了解された。2021年5月10日に自然遺産の諮問機関である国際自然保護連合（IUCN）から登録勧告が出され、オンライン形式で開催された第44回世界遺産委員会拡大会合において、7月26日に登録が決定した。

## 登録地
| 画像                                   | 名称                   | 所在地                                 | 位置                                 | 面積 | 主たる対象地・特徴、その他 |
| -------------------------------------- | ---------------------- | -------------------------------------- | ------------------------------------ | --- | --- |
|                                        | 奄美大島               | 鹿児島県 奄美市 宇検村 大和村 瀬戸内町 | 北緯28°16'44.969″ 東経129°22'41.886" | 11,640 ha （緩衝地帯 14,663 ha） | 金作原原生林、湯湾岳（国指定天然記念物、標高 694 m）、油井岳（標高 483 m）、烏帽子山、ヤクガチョボシ岳、フナンギョの滝。 住用マングローブ林やマテリアの滝は緩衝地帯に帰属。 |
|                                        | 徳之島                 | エリアa（北部） 徳之島町 天城町        | 北緯27°51'56.053″ 東経128°55'33.394" | 791 ha （緩衝地帯 999 ha） | 天城岳（標高 533 m）、三方通岳（標高 500 m）、大城山（標高 333 m）、馬鞍岳（標高 210 m） |
| エリアb（中部） 徳之島町 天城町 伊仙町 | 徳之島                 | 北緯27°45'48.136″ 東経128°58'01.962"   | 1,724ha （緩衝地帯 1,813 ha）        | 井之川岳（標高 644 m）、丹発山（標高 446 m）、犬田布岳（標高 417 m）、剥岳（標高 382 m）。 三京（みきょう）の天然林は緩衝地帯に帰属。 伊仙町にある国指定天然記念物の明眼の森は対象外。 | |
|                                        | 沖縄島北部（やんばる） | 沖縄県 国頭村 大宜味村 東村            | 北緯26°43'29.212″ 東経128°13'12.382" | 7,721 ha （緩衝地帯 3,398 ha） | 与那覇岳（503m、与那覇岳天然保護区域）、伊湯岳（標高 446 m）、西銘岳（標高 420 m）、照首岳（標高 395 m）、フェンチチ岳（標高 390 m）、伊部岳（標高 351 m）、赤又山（標高 267 m）、タカシジ山（標高 249 m）、玉辻山。比地川（比地大滝より上流）、辺野喜川（辺野喜ダムより上流）、普久川（普久ダムより上流）、安波川（安波ダムより上流とその区間へ注流する支流の大川・床川）、新川川（新川ダムより上流）。 比地大滝、やんばる学びの森は緩衝地帯に帰属。 核心地域を沖縄県道2号線が横断する。 |
|                                        | 西表島                 | 竹富町                                 | 北緯24°19'34.257″ 東経123°48'31.486" | 20,822 ha （緩衝地帯 3,594 ha） | 御座岳、テドウ山、古見岳、南風岸岳、 浦内川源流 - 中流域（カンピレーの滝・マリユドゥの滝）、仲間川（仲間川天然保護区域、大原港に注ぐ河口まで全て、ナーラの滝）、仲良川（白浜港に注ぐ河口域は除く）、仲良川河口のマングローブ林、波照間森、 ピナイサーラの滝。浦内川に並走する浦内川遊歩道は世界遺産登録範囲内を通り抜ける。自然環境保全地域指定の崎山湾と網取湾は湾岸部のみ対象で、海洋域は含まれない。                                                                                   |

### 緩衝地帯

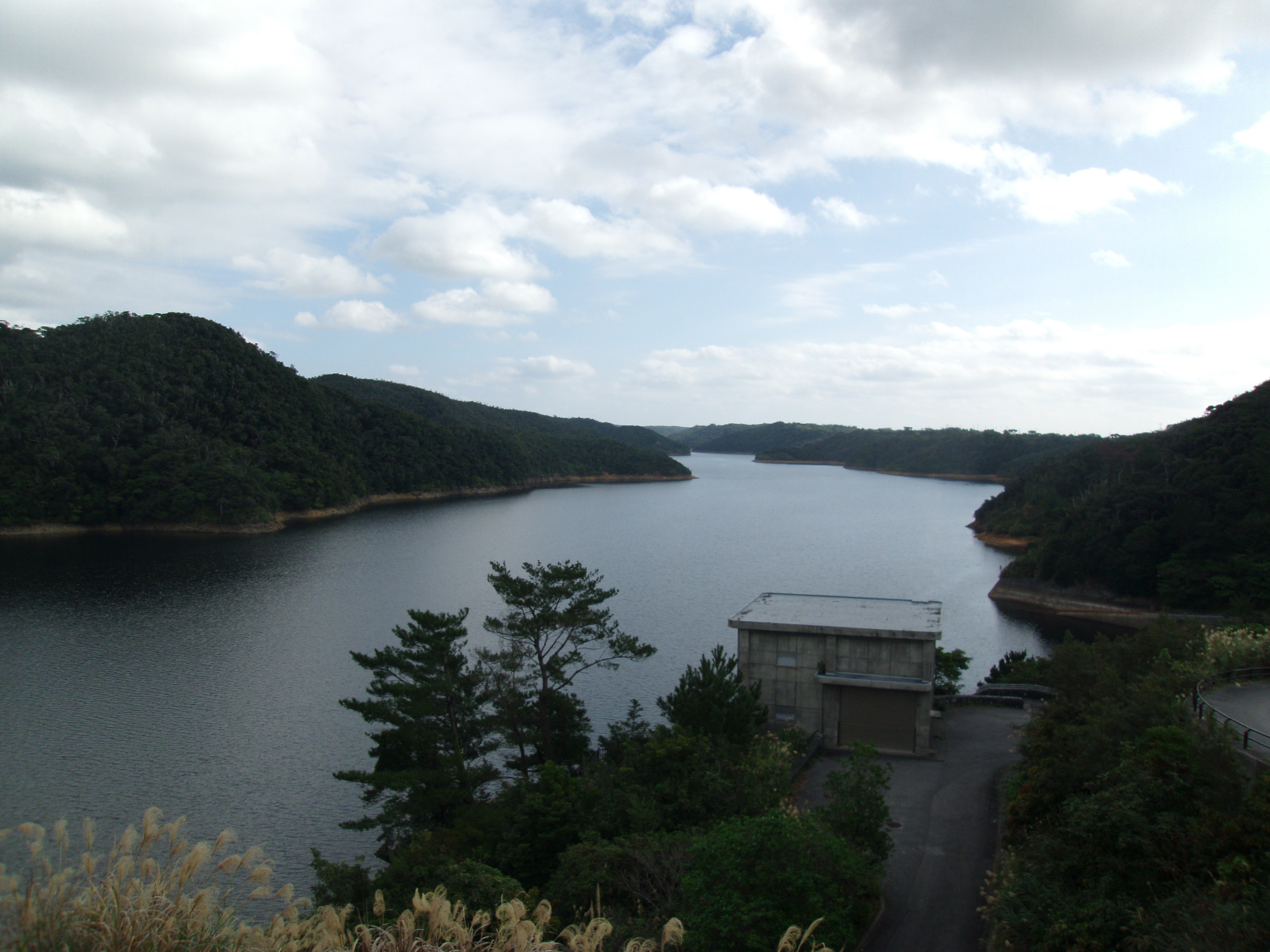
福上湖の対岸（画面左）は世界遺産地域

沖縄島北部においては、登録範囲の南東面（伊湯岳南東麓）で全長約25キロメートルにわたり緩衝地帯が設定されていない。一帯は在日米軍の北部訓練場残余地のため治外法権により立ち入りが制限されており、実質的に緩衝地帯の代用を果たしている。また隣接地は福地川に設けられた福地ダムによる福上湖（ダム湖）の貯水水位が各支流にまで入り込み、完全に自然な状態での水辺環境が保たれていないが、険しい地形もあり開発の手が及ばないため緩衝地帯にはなっていない。
西表島は南東部の大原港から北西部の白浜港を結ぶ沖縄県道215号白浜南風見線沿道の海岸線と集落地域を除き、島の約9割が登録範囲という濃密さで、緩衝地帯がわずかに付随する。島の南部から西部にかけては海岸まで登録範囲であり、緩衝地帯が設定されていない。

### 登録基準
暫定リスト記載のための提出文書では、「奄美・琉球」は世界遺産登録基準のうち (9) 生態系及び (10) 生物多様性の基準を満たすとしたが、最終的には (10) のみの適用となった。
この世界遺産は世界遺産登録基準のうち、以下の条件を満たし、登録された（以下の基準は世界遺産センター公表の登録基準からの翻訳、引用である）。
- (10) 生物多様性の本来的保全にとって、もっとも重要かつ意義深い自然生息地を含んでいるもの。これには科学上または保全上の観点から、すぐれて普遍的価値を持つ絶滅の恐れのある種の生息地などが含まれる。

これらの地域は主に常緑広葉樹の亜熱帯雨林に覆われており、中には多くの固有種の植物、哺乳類、鳥類、爬虫類、両生類、内水魚類および十脚目の甲殻類が生息している。この地域に分布していて2012年の時点でIUCNレッドリストで絶滅危惧種 (CR・EN・VU) と判定されている分類群としてイリオモテヤマネコ、アマミノクロウサギ、オキナワトゲネズミ、アマミトゲネズミ、トクノシマトゲネズミ、ケナガネズミ、ヤンバルクイナ、ノグチゲラ、ルリカケス、リュウキュウヤマガメ、ヤエヤマセマルハコガメ（セマルハコガメは種としての判定で2020年現在亜種ヤエヤマセマルハコガメのIUCNレッドリストの判定はない）、クロイワトカゲモドキ、イボイモリ、オキナワイシカワガエルおよびアマミイシカワガエル（2012年の時点では分割前のイシカワガエルとして判定）、コガタハナサキガエルなどが挙げられる。
更新世初期（約2,000,000–1,700,000年前）までには大陸から隔離し、アマミノクロウサギ、ケナガネズミ、トゲネズミ属、ルリカケス、リュウキュウヤマガメ、クロイワトカゲモドキ、イボイモリ、ナミエガエル、アマミテンナンショウ、アマミスミレ、アマミデンダ、クニガミトンボソウ、コケタンポポなどといった遺存的かつ独自な進化を遂げた分類群が固有分布する。

### 法的保護根拠
日本の自然遺産（屋久島・白神山地・知床・小笠原諸島）は、自然環境保全法に基づく原生自然環境保全地域もしく自然環境保全地域が広域に設定されてきたが、奄美大島と徳之島の森林の一部は他の世界遺産登録地のような原生林ではなく、太平洋戦争時の戦火焼失や戦後の伐採からの森林再生による二次林であるが、希少生物の生息環境であることから生物多様性基本法の生物多様性保全地域が初適用されている。なお、西表島の崎山湾と網取湾のみ自然環境保全地域指定となっている。
この他に自然公園法に基づき奄美群島国立公園・やんばる国立公園・西表石垣国立公園が制定されているほか、文化財保護法での天然記念物指定、種の保存法の適用（生息地等保護区ではない）や鳥獣保護法の希少鳥獣生息地指定、外来生物法、森林法（国有林は国有財産法）、河川法、海岸法、公有水面埋立法、水質汚濁防止法によって保護されている。
但し、奄美大島におけるゴミの不法投棄ややんばるに残された米軍由来の廃棄物の問題がありながら、土壌汚染対策法は用いられていない。また、上記の緩衝地帯で触れている軍用地設置の根拠となる駐留軍用地特措法も保護根拠にはなり得ていないが、自然再生推進法の管理下にある。
また、環境整備には奄美群島振興開発特別措置法と沖縄振興特別措置法および過疎地域の持続的発展の支援に関する特別措置法（2021年に過疎地域自立促進特別措置法から継承）によって拠出され、やんばるの米軍基地近くにガイダンス施設を作るなら防衛施設周辺の生活環境の整備等に関する法律も適用できる。

## 経緯
環境省と林野庁では、2003年（平成15年）に、「世界自然遺産候補地に関する検討会」を共同で設置し、自然遺産への推薦候補地を検討した結果、「知床」、「小笠原諸島」、「琉球諸島」の3地域を推薦候補地に選定した。このうち、「知床」は2005年（平成17年）に、「小笠原諸島」は2011年（平成23年）に、それぞれ自然遺産として登録されたが、「琉球諸島」については何ら手続が行われていなかった。
「琉球諸島」については、検討会の資料では「南西諸島」としての言及も見られ呼称が統一されていないが、具体的には「（大隅諸島）、トカラ列島、奄美列島、沖縄諸島、先島諸島及び大東諸島」が対象とされていた。なお、2012年（平成24年）8月から開催された「新たな世界自然遺産候補地の考え方に係る懇談会」では、「奄美・琉球諸島」と呼ばれていた。
2013年（平成25年）1月31日に開催された世界遺産条約関係省庁連絡会議で、「奄美・琉球」を世界遺産暫定リストに掲載することが決定した。対象地域は今後特定するとされたが、奄美大島、徳之島、沖縄本島北部のやんばる地域、西表島を対象地域とする方向で調整が進められているとの報道もあった。しかしながら、暫定リスト掲載申請書類作成時点で地権者との合意が得られていない地域を含んでいたため、推薦範囲の緯度経度のみを表記して具体的な島名を記載しなかったことから、世界遺産センターから記載保留と追加情報照会が通達された。
これをうけ2013年12月27日、環境省は対象地域を、鹿児島県の奄美大島と徳之島、沖縄県の沖縄本島北部（国頭村、大宜味村、東村）と西表島の4島とすることに決定。2016年（平成28年）2月に再申請し、暫定リストに掲載された。
正式に暫定リストに掲載掲載されたこともあり、2016年3月に西表石垣国立公園の指定区域が西表島全域に拡大、また2016年9月15日には沖縄本島北部がやんばる国立公園として指定された。特にやんばる国立公園のうち、特別保護地区と第1種特別地区を「奄美・琉球」の推薦区域として、早くても2018年に世界遺産登録を目指すとした。奄美大島などでも国立公園化に向けて、環境省は地元協議会と調整を進め、農業・林業に悪影響が及ぶ懸念から協議が難航したが、2017年（平成29年）3月7日、奄美大島と徳之島に喜界島、沖永良部島、与論島を範囲に加えて奄美群島国立公園が成立するなど、保護体制の整備が行われた。
2017年2月1日までに世界遺産センターへ提出する推薦書の作成にあたり、正式名称を「奄美大島、徳之島、沖縄島北部及び西表島」とすることになった。これはユネスコから地域を特定できる名称にするよう要請があったことによる。
2017年10月11日から20日に世界遺産委員会の諮問機関であるIUCNから派遣されたドイツの Bastian Bertzky（IUCN世界遺産科学アドバイザー）とカナダの Scott Perkin（IUCNアジア地域事務所アジア資源グループ長）による現地調査が実施された。2018年（平成30年）5月にその勧告書が公表され、推薦された価値（上記登録基準参照）のうち、生物多様性については満たしうる可能性が認められたが、北部訓練場返還地を含めて推薦範囲を再考すべきことや奄美大島での推薦範囲が連続性を欠いていることなどを含め「登録延期」を勧告され、推薦を取り下げ2020年の審議を目指すことになった。
登録延期勧告をうけ推薦内容の修正が進められ、2018年6月29日には北部訓練場返還地のうち約3,700haがやんばる国立公園に編入された。2018年9月12日には、環境省、林野庁、鹿児島県、沖縄県が設置する「奄美大島、徳之島、沖縄島北部および西表島」世界自然遺産候補地科学委員会が、北部訓練場返還地のうち約2,800haを推薦区域に編入するとともに、登録基準から「生態系」を削除し「生物多様性」に絞ることを決めた。
世界遺産の制度が改定され、2020年からは文化遺産・自然遺産を問わず審議対象は一国一件に限られるようになり、文化遺産候補として北海道・北東北を中心とした縄文遺跡群も同年の推薦を目指していたことから、2018年11月2日に政府が自然遺産の候補案件が優先的に審査対象にされることやIUCN勧告の是正が進んでいることを踏まえ、「奄美大島、徳之島、沖縄島北部及び西表島」を優先して再推薦することを決定した。但し、全体審議数が上限35件となり、登録数の少ない国が優先されるため、推薦物件が多い場合には日本からの推薦が受理されない可能性もあったが、推薦締め切りの2019年（平成31年）2月1日時点で29件の届け出しかなかったため審査が受けられることは確定した。
2019年（令和元年）10月5日から12日に世界遺産委員会の諮問機関であるIUCNから派遣されたWendy Ann StrahmとUlrika Åbergによる現地調査が再び行われ、前回IUCNから指摘があった推薦区域の修正箇所などを重点的に視察するとともに、ユネスコが求める地域参加による保全（後述の「地域参加」の節を参照）の観点から観光関係者ら住民との意見交換会も行われた。しかし、通常であれば審査が行われる世界遺産委員会開催の6週間前（例年5月上旬から中旬）までに発表される諮問機関の勧告が新型コロナウイルス感染症の流行のため未定となり、第44回世界遺産委員会の開催も延期となった。
2021年7月26日にオンライン形式で改めて開催された第44回世界遺産委員会において登録決定。

## 除外された海洋域
ユネスコとIUCN（国際自然保護連合）は「世界遺産海洋プログラム」として登録件数が少ない海洋域の登録を推進しており、奄美・琉球では西表石垣国立公園の海域公園を中心に海洋域を推薦範囲に取り込むことも検討。特に生物多様性を象徴するサンゴ礁はユネスコが重視していることもあり、日本自然保護協会や八重山・白保の海を守る会が石垣島の白保サンゴ礁・石西礁湖を推し、ジュゴンの北限生息地である名護市辺野古の大浦湾も含めるべきとする市民運動も展開。また、2014年に慶良間諸島が慶良間諸島国立公園に指定されたことから、ここまで範囲を広げるべきともされた。
しかし、環境省・水産庁や有識者の見解としては、日本の近海洋域では漁業権やマリンスポーツとの調整が必要で、海中でのオニヒトデの駆除は容易でなく、地球温暖化による海水温上昇や海洋酸性化、あるいは漂流・漂着ごみなど日本一国だけでは保護のための解決には至らないことなどを理由に、海洋域は除外することになった（沖縄本島やんばる域の海岸部は沖縄海岸国定公園だが緩衝地帯にも含まれない）。これは小笠原諸島が世界遺産に登録された際に、陸上の生態系を主体としたことにも共通する（小笠原は緩衝地帯として海洋域を取り込んでいる）。
こうしたことから西表島におけるエコリージョンとしてのマングローブ林など一部の海岸のみが対象となったものの（石垣島ではラムサール条約登録地の名蔵アンパルを推す動きもあったが）、本格的な海洋域は含まれていない。

## 屋久島との相違
屋久島は1993年に世界遺産に登録されている。奄美大島を含む奄美・琉球との相違点として、動物相（主に哺乳類・爬虫類・両生類）として屋久島と奄美大島の間（トカラ海峡）に渡瀬線が引かれており、生物分布が根本的に異なっている事が挙げられる。

## 政治的思惟
2013年1月に石垣市において日本野鳥の会の講演で、「尖閣諸島に国の天然記念物アホウドリやオオアジサシ、センカクモグラなどの貴重な動物が生息することを指摘し、世界自然遺産登録の評価基準となる生態系や生物多様性に当てはまる例で、奄美・琉球諸島を世界自然遺産にする動きの中に、尖閣諸島も含めて進めてほしい」と発表した。これはあくまで学術的見解によるものであったが、これに政治的な思惑が絡み石垣市が尖閣諸島を対象地域に含めるよう求めるようになった。こうした動きを牽制すべく、2016年の第40回世界遺産委員会において奄美・琉球を含む2018年の登録審査対象の確認作業が行われた際、中国が「尖閣諸島（釣魚島）に領土・領海問題がある」（尖閣諸島問題）として審査の反対を主張。日本は環境省が「奄美・琉球と尖閣諸島は成り立ちが全く異なり、同じ価値で登録することは考えにくい」としており、佐藤地ユネスコ代表部大使は「バッファーゾーン（緩衝地帯）も含め、範囲を外に拡張することはない」と反論する一幕があった。登録決定後に中国外務省は「先の約束を反故にしないように」と尖閣への拡張登録を行わないよう釘を刺す見解を述べた。
前述の辺野古大浦湾におけるジュゴン生息地保護は普天間基地移設の反対運動に利用されたことは否めないが、IUCNはジュゴン保護を求める勧告を3回発しており、アメリカで起こした「ジュゴン訴訟」ではサンフランシスコ連邦地裁が「ジュゴンはアメリカ国家歴史保存法で保護されるべきで、辺野古への基地移設は違反である」との判決を下した。しかし当時の石原伸晃環境大臣は「ユネスコのルールにのっとり、守るべきものがない場所を政治的な問題として後から加えることは環境省としては考えていない」と政治的判断を表明した。
2018年5月に奄美大島、徳之島、沖縄島北部及び西表島に登録延期勧告が発せられたことを伝える韓国の聯合ニュースは、「奄美大島は日本による植民地時代に朝鮮半島出身者が強制徴用され過酷な労働を強いられた場所で、戦場に特攻隊を送る基地や大規模な労働部隊があった。沖縄にも数千人の朝鮮半島出身者が労働者や軍人として強制連行され、相当数の女性が慰安婦として動員された」と、自然環境とは無関係の歴史的経緯を引き合いに出している。
2022年5月15日、沖縄返還50周年を迎え挙行された記念式典において、岸田文雄首相は式辞の中で「焼失した首里城再建ややんばるなど世界遺産を活かした沖縄振興に尽力する」とし、玉城デニー沖縄県知事も「世界遺産に登録された世界に誇る多様な自然環境を発信する」としたが、上記「緩衝地帯」にもあるように世界遺産と米軍基地が背中合わせにある状態について、首相は一切触れず、知事は沖縄の基地負担に言及するなど政治的見解の違いが顕わになった。

## 課題
2018年5月に発せられた登録延期勧告では遺産としての価値は認めつつも、それを長期にわたって保全していくための「管理」「危機対策」「地域参加」などを求めてきた。

### 管理
ユネスコ世界遺産センターに提出した推薦書では約1000ページを割いて包括的管理計画を説明したが、「土地所有者や利用者の推奨地の戦略的及び日常的な管理への参画等を進めること」や「主要な観光地域において適切な観光管理メカニズムや観光管理施設等の実施を追求すること」などを指摘された。これをうけ日本自然保護協会が日本政府に対して、観光における適切な来訪者数管理、インタープリテーション施設やネイチャーセンターの設置、観光客の興味や収容力に応じた観光管理計画の策定を行う要請を表明した。また、世界遺産を観光資源と位置付けるエコツーリズム（ヘリテージツーリズム）と遺産の商品化による観光公害への対応も求められるが、奄美大島の大型クルーズ船の寄港誘致や沖縄のカジノを含む統合型リゾート誘致など従来以上の観光客増加に拍車がかかる動きがある。
設立が構想されている国立沖縄自然史博物館は、本世界遺産の維持・管理を行う連携機関となることが提案されている。北海道大学名誉教授の馬渡峻輔は、ドレスデン・エルベ渓谷のように、都市化や過度の観光地化が進むと「顕著な普遍的価値 (Outstanding Universal Value)」の喪失から世界遺産登録が抹消されてしまう例を挙げ、世界自然遺産の価値を監視し、維持・管理を行う必要性を指摘している。

### 危機対策

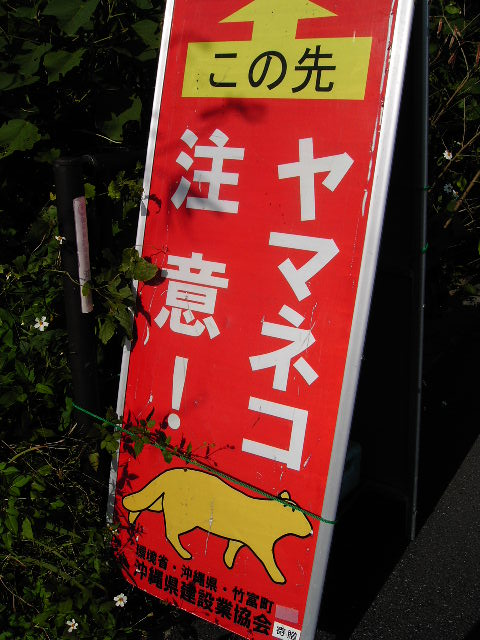
イリオモテヤマネコ注意の道路看板

危機対策での指摘事項はフイリマングース、ノネコなどの外来種の駆除、やんばる国立公園に編入される米軍北部訓練場跡地で確認された有毒な農薬のDDTやタイヤ・バッテリーなどの廃棄物の処置、奄美大島での登録範囲内を通過する奄美中央林道（市道奄美中央線）による生態系の分断と側溝への小動物の転落死や交通事故死（ロードキル・輪禍）などが上げられ、特に事故に関しては追加の取り組みを2022年12月までに世界遺産センターへの報告が義務付けられた。
一方で、捕獲された外来種ノネコの扱いについて、環境省のノネコ管理計画に対しに対する、一部の愛護団体によりネガティブキャンペーンが行われている。

### 地域参加
2012年に開催された「世界遺産条約採択40周年記念—世界遺産と持続可能な開発：地域社会の役割」（京都ビジョン）で世界遺産存続のためコミュニティの存在の重要性が確認されている。
また、日本ナショナル・トラスト協会による奄美大島での土地の買い取り運動（ナショナルトラスト運動）への三井住友信託銀行の協賛やYahoo! JAPANによるTポイント寄付の呼びかけといった企業の社会貢献も望まれる。

### 持続可能性
持続可能な開発のための2030アジェンダにおける持続可能な開発目標 (SDGs) で持続可能性の追及として「陸の豊かさを守る」「海の豊かさも守る」が掲げられ、ユネスコも世界遺産や生物圏保護区の登録・運用に反映させるようになっていることから、それに見合った施策が必要となる。

### 景観阻害

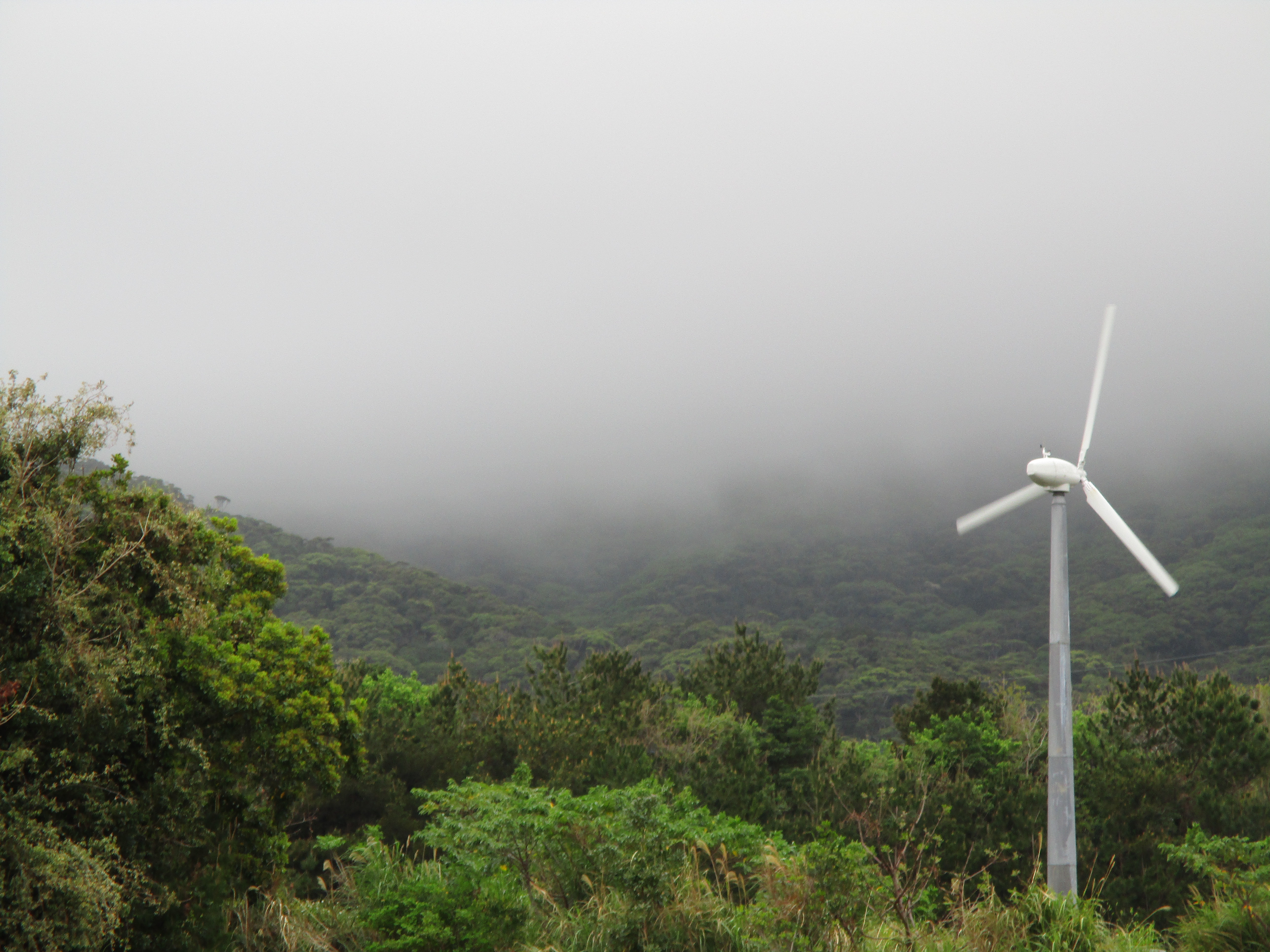
世界遺産の前に立ちはだかる風車

徳之島では世界遺産登録範囲を見渡す緩衝地帯に風力発電用の風車が立ち、背景の景観を阻害している。

### 修景
奄美の宇検村では村花に指定し、地元民は湯湾花と呼んで愛でているハイビスカス（ブッソウゲ）が実は外来種であることから、世界遺産推薦範囲内にある湯湾岳につながる村道湯湾大棚線（奄美群島国立公園の第1種と第2種の特別地域）沿い約3キロの823本を伐採することにした。

## 登録後の動向
登録時の条件として早急な対策を求められた①観光客の制限、②絶滅危惧種のロードキル対策、③包括的な河川再生戦略の策定、④緩衝地帯での森林伐採の制限といった課題に対する報告書を取りまとめ世界遺産センターに提出。
第45回世界遺産委員会において審議され、概ね了承されたが、継続的な対策を求められ、総合判定としてはＢランク評価となり、引き続き環境対策に関しての模索が続けられる。
2025年3月より西表島のヒナイ川（ピナイサーラの滝）・西田川（サンガラの滝）・古見岳・浦内川源流域（ヤマグスクの滝）・テドウ山に関して登録引率ガイド同行や入域に際しての事前届け出と講習受講が義務化。6月より奄美大島の金作原でも義務化されていた認定ガイドツアーの車両乗り入れ駐車場が引き戻され、徒歩行動区間が長くなる。

## ガイダンス施設
世界遺産条約では第5条で「文化遺産及び自然遺産の保護・保存及び整備の分野における全国的または地域的な研修センターの設置」という条文があり、世界遺産近くにガイダンス施設・ビジターセンターを設置することを求めている。
環境省は世界遺産に特化したガイダンス施設として2022年に奄美大島世界遺産センター、2024年12月には徳之島世界遺産センターもオープン、2025年7月以降の開館を目指しやんばる野生生物保護センターウフギー自然館をやんばる世界遺産センターへ改修する整備事業、2026年度の開館を目指し西表島世界遺産センターの建設が進められている。
この他、奄美大島・やんばる・西表島にそれぞれ環境省の野生生物保護センターがあるほか（やんばるは世界遺産センター化進行中）、沖縄島北部ではやんばるの森ビジターセンターもあり、奄美大島には世界遺産登録範囲から離れているが奄美群島国立公園ビジターセンター（奄美自然観察の森）もある。

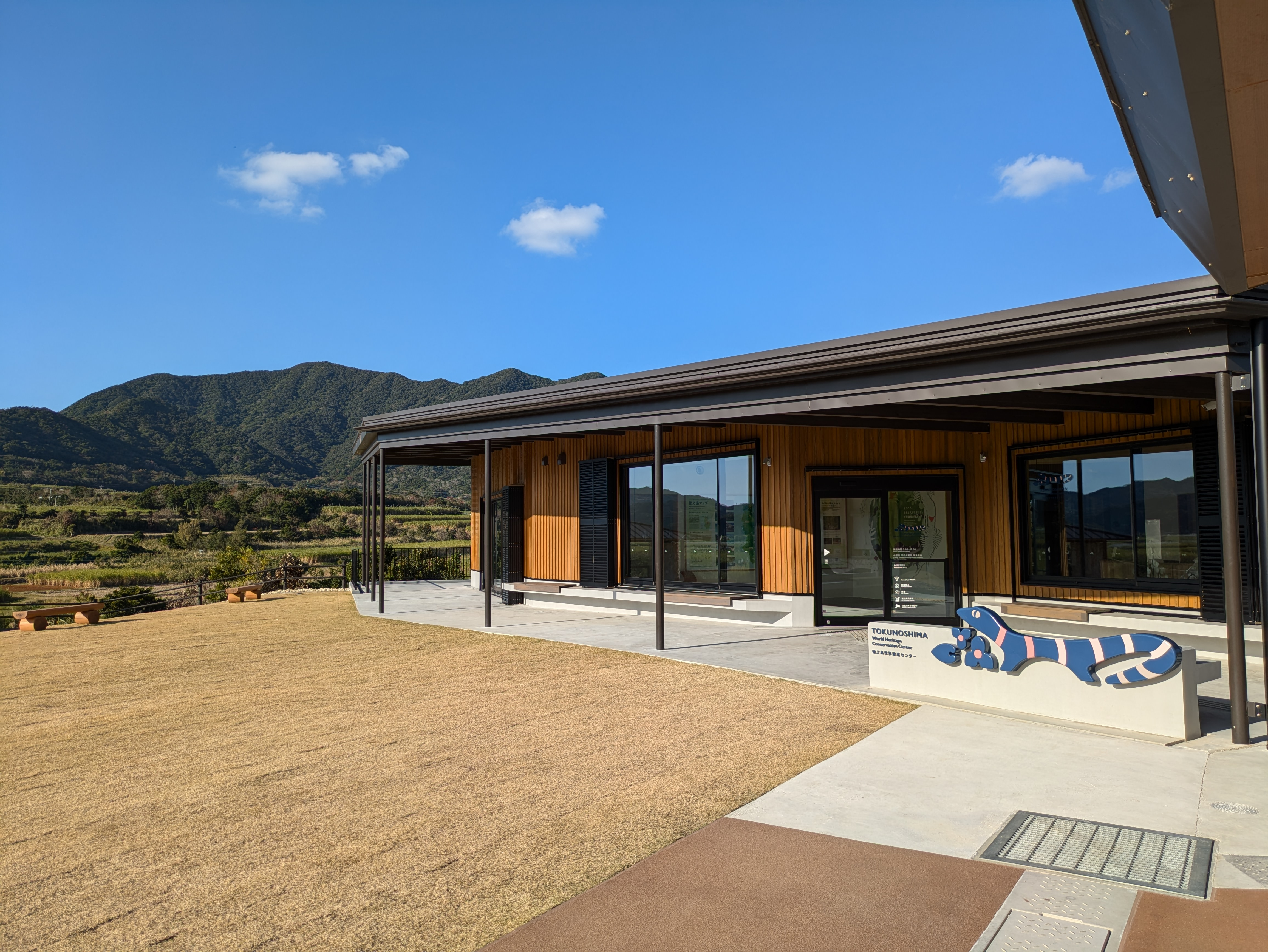
徳之島世界遺産センター
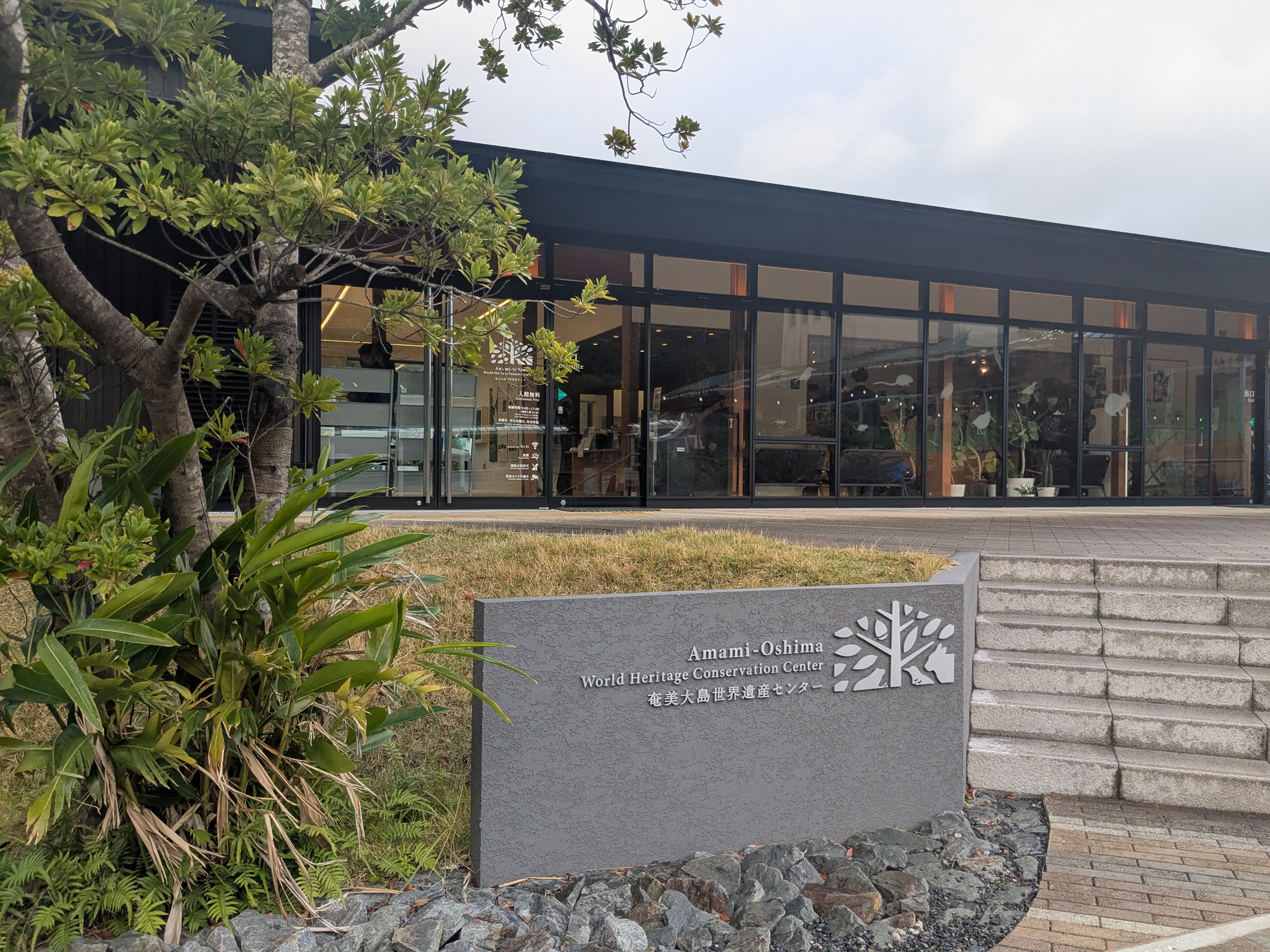
奄美大島世界遺産センター
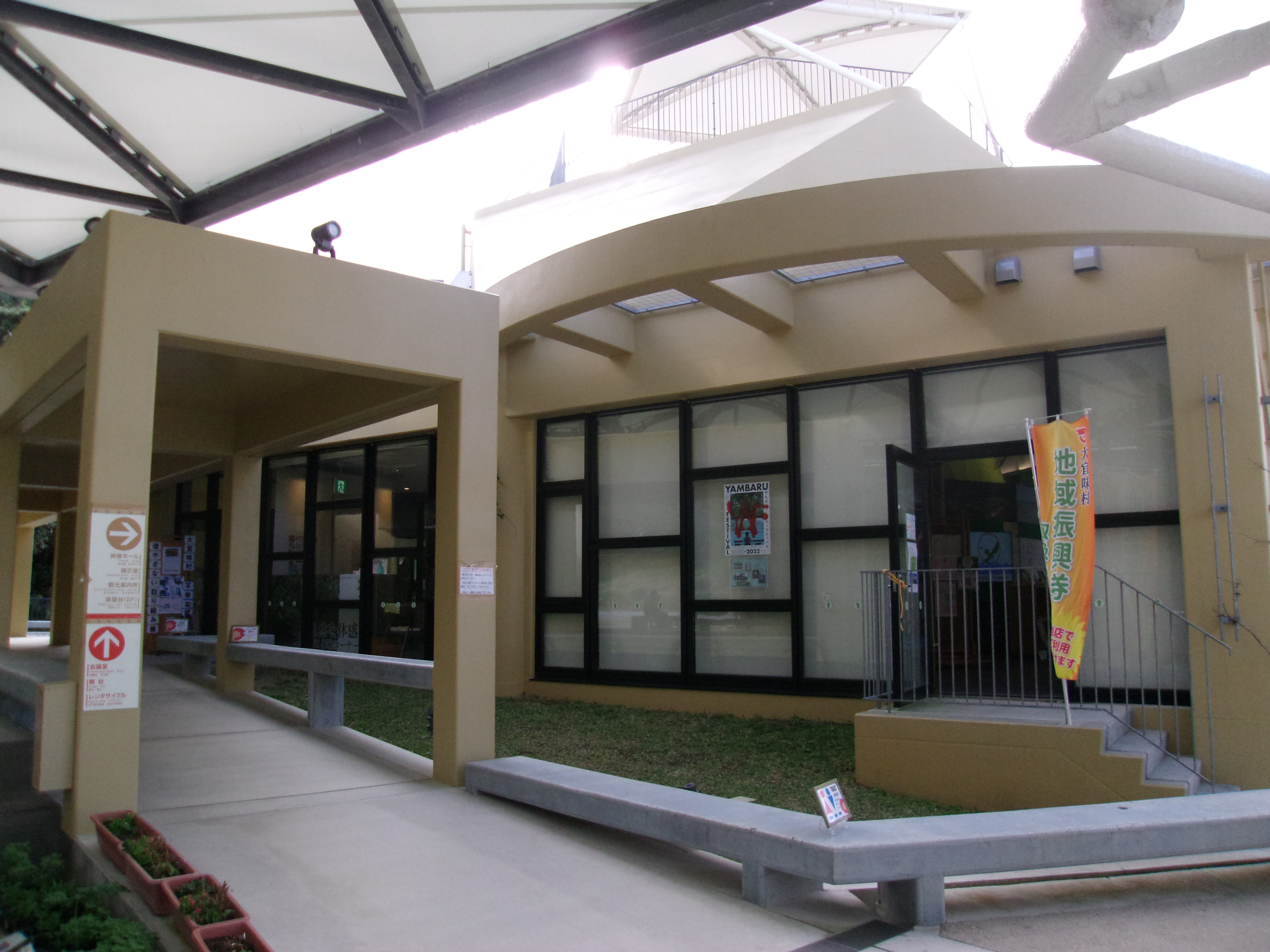
やんばるの森ビジターセンター
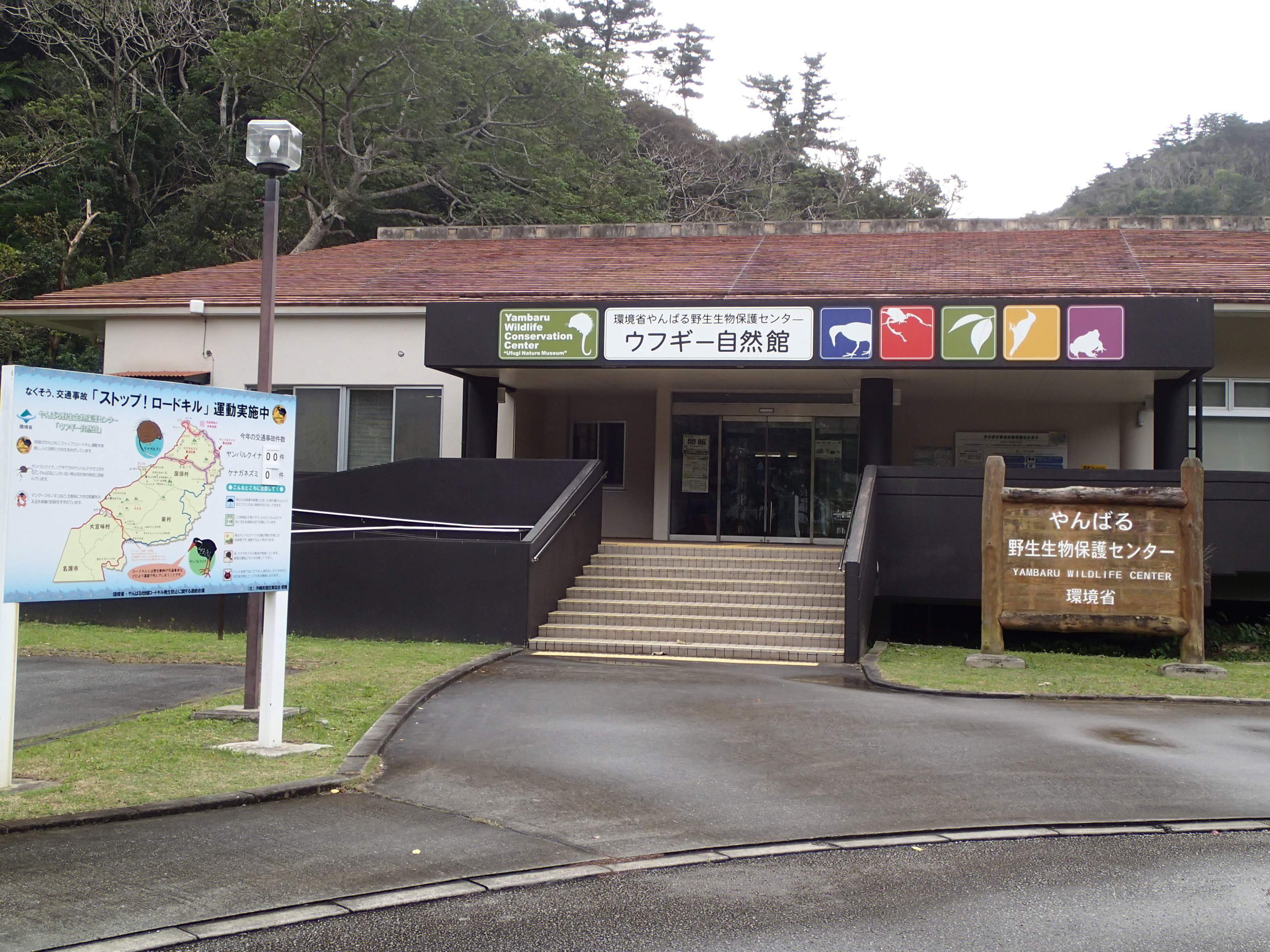
やんばる野生生物保護センター（世界遺産センターへの改修のため閉館中）
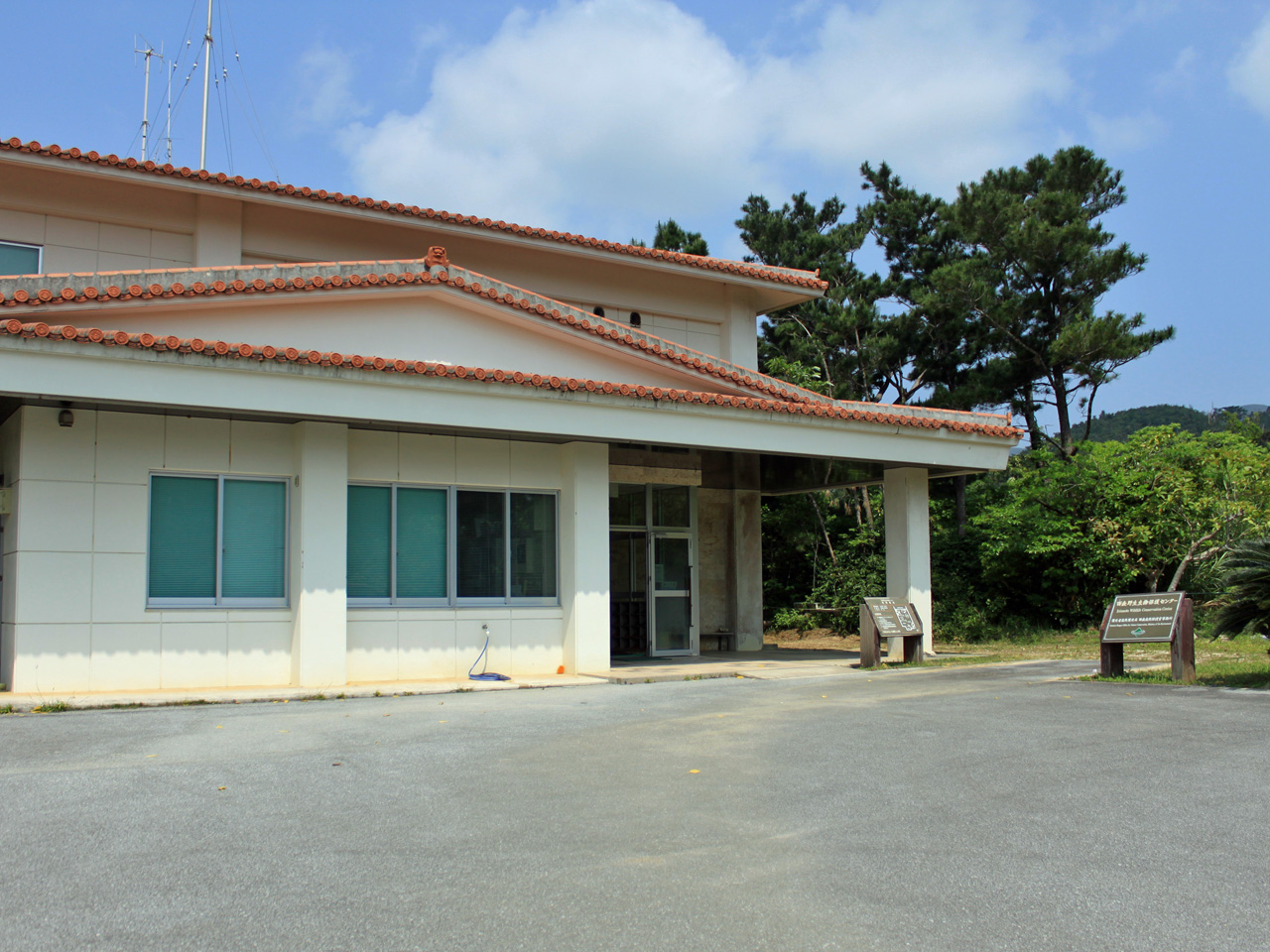
西表野生生物保護センター
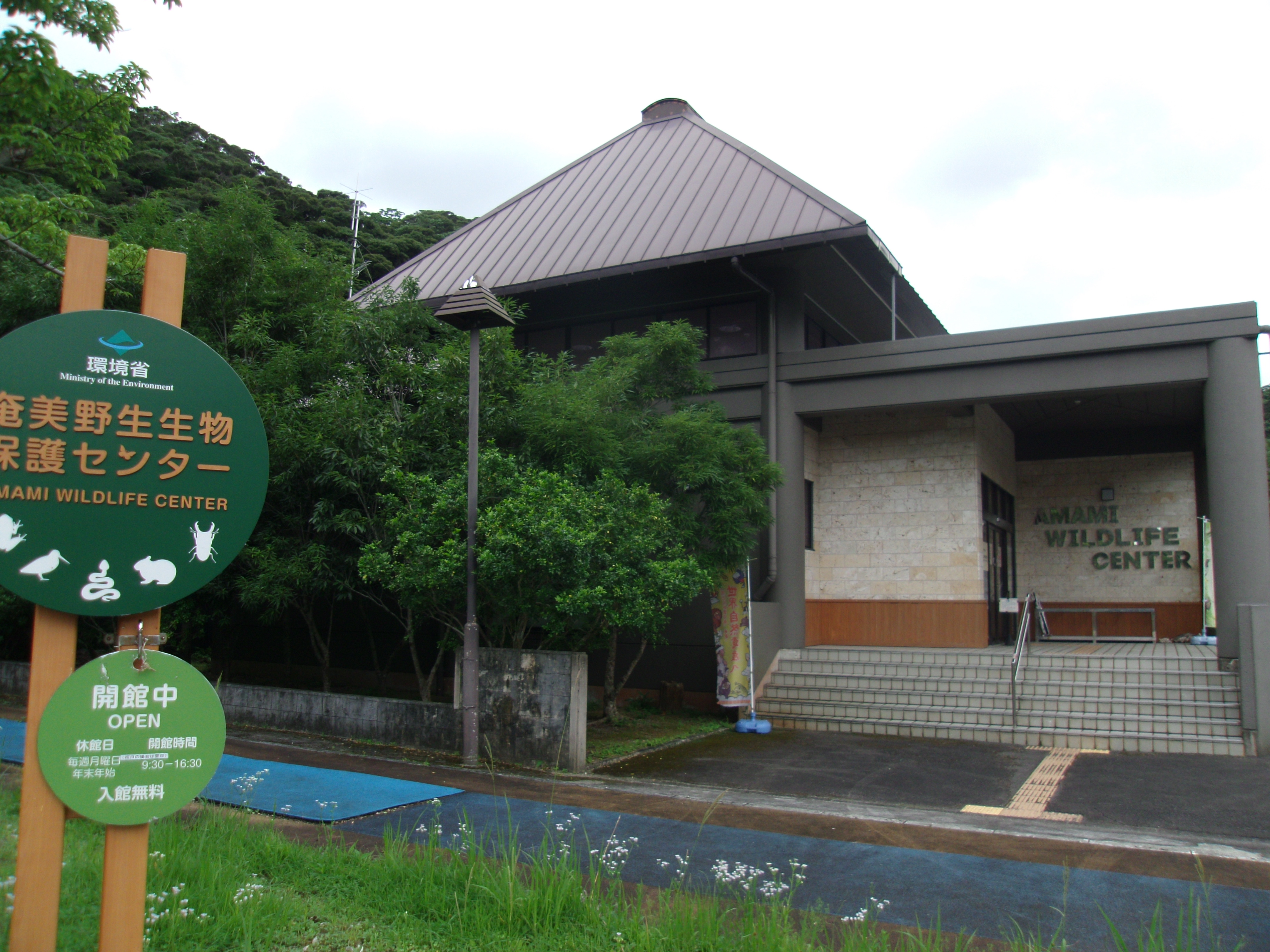
奄美野生生物保護センター
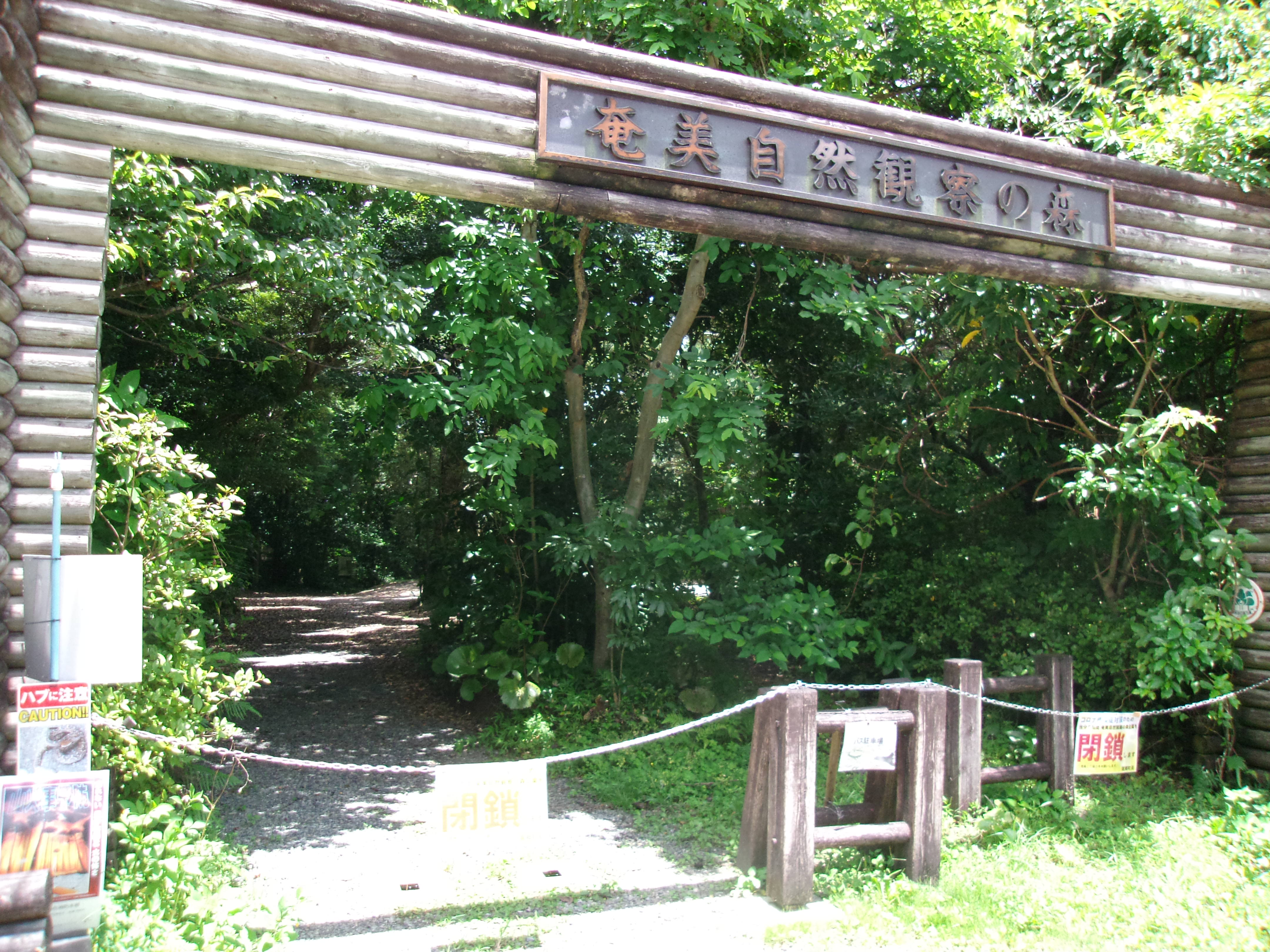
奄美自然観察の森（奄美群島国立公園ビジターセンター）